# Јере Салинен
Јере Салинен (фин. Jere Sallinen; 26. октобар 1990, Еспо, Финска) професионални је фински хокејаш на леду који игра на позицији левог крила.
Тренутно игра за екипу Јокерита из Хелсинкија у Континенталној хокејашкој лиги (КХЛ) (од сезоне 2014/15). Каријеру је започео у финској екипи Еспо Блуза са којом је у два наврата играо у финалу националног плеј-офа (у сезонама 2007/08, 2010/11).
На улазном драфту НХЛ лиге 2009. га је као 163. пика у 6. рунди одабрала екипа Минесота Вајлдса.
Са сениорском репрезентацијом Финске освојио је сребрну медаљу на Светском првенству 2014. у Минску.
Његов старији брат Томи Салинен такође је професионални фински хокејаш.